# 白遼士清唱劇

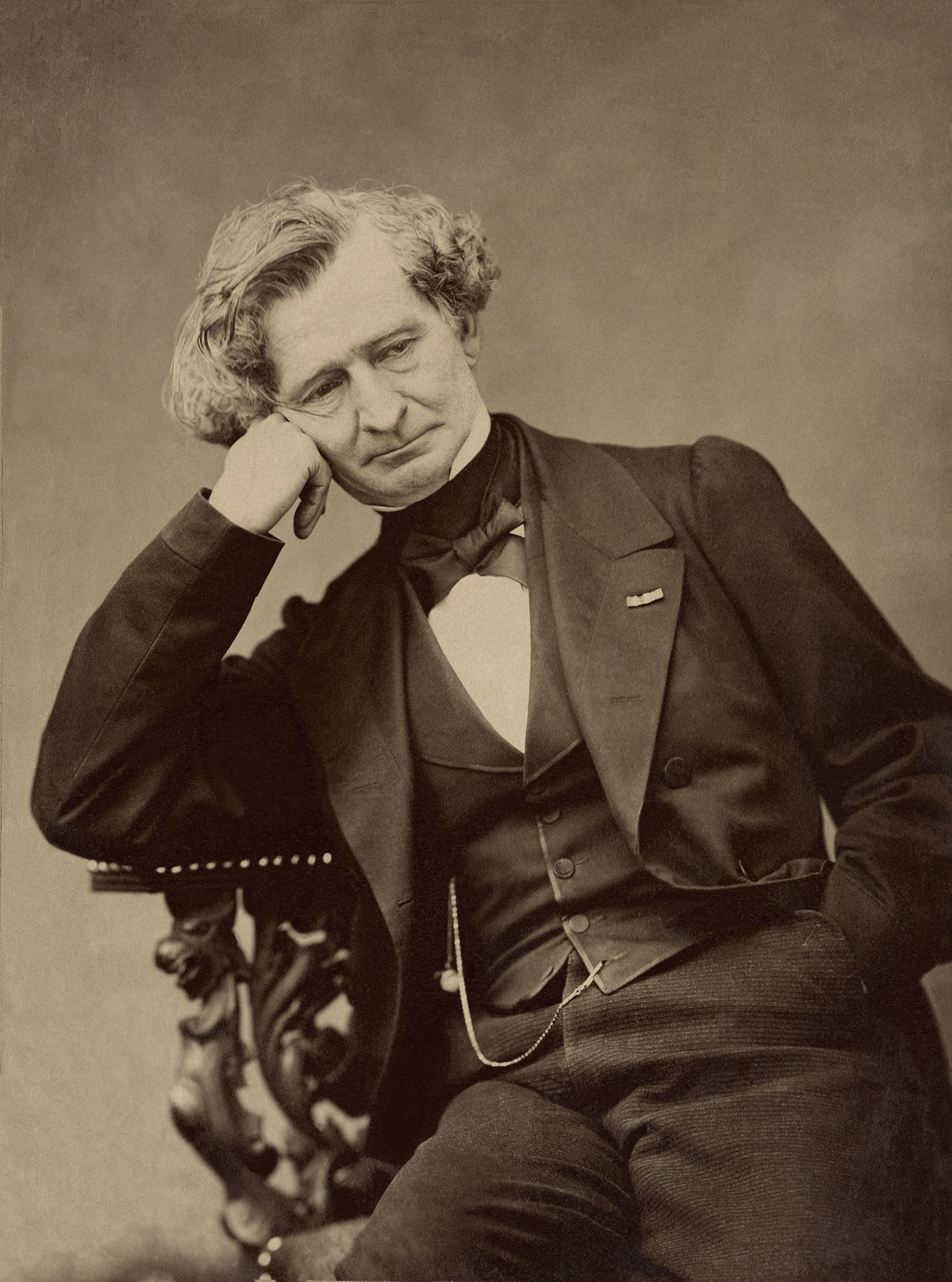
白遼士像，皮埃爾·佩蒂作品

埃克托·柏辽兹的清唱劇作品，主要指其在1826年至1830年期間，五度競逐罗马大奖所專作的作品。在當時，清唱劇雖然已經不是熱門曲類，不過由於長度適中的關係，對於青年作曲家而言仍十分具有鑑別度。除了1826年止步初賽之外，白遼士共四次晉級決賽，據此作有四部清唱劇作品，分別是：
- 《奧菲歐之死》（La mort d'Orphée），1827年
- 《艾米妮》（Herminie），1828年第二獎
- 《克利歐佩特拉之死》（La mort de Cléopâtre），1829年
- 《撒當拿帕之死》（La mort de Sardanapale），1830年第一獎

在自己的自傳回憶錄中，白遼士將參加羅馬大獎的五年視為自己對抗法國音樂界保守主義的初戰，這包括了相當知名的作曲家如凱魯比尼、布瓦尔迪厄、伯頓等人。
20世紀以來，樂界對《克利歐佩特拉》的興趣有所提升，女高音與次女高音歌者們亦會選唱其中的音樂片段。

## 應用
- 作曲家曾親自銷毀《奧菲歐》和《撒當拿帕》的手稿，將其音樂素材另作他用。
- 《艾米妮》第一樂章的主題，後來被使用在《幻想交響曲》當中。[2][3]

## 錄音節選
- 比阿特麗斯·烏里亞-蒙松（飾克利歐佩特拉）、米歇爾·拉格朗日（飾艾米妮）、丹尼爾·加爾維斯-巴列霍（飾奧菲歐、撒當拿帕），Nord-Pas-de-Calais地區合唱團，里爾國家交響樂團，Jean-Claude Casadesus指揮，Harmonia Mundi，1994年－1995年

## 外部連結
- 白遼士網站的羅馬大獎清唱劇 （页面存档备份，存于）歌詞頁